# Neil Tennant (zanger)
Neil Francis Tennant (North Shields, Tyne and Wear, 10 juli 1954) is een Britse zanger die samen met collega Chris Lowe het popduo Pet Shop Boys vormt. Tennant is bekend vanwege zijn markante, onderscheidende stemgeluid.
De katholiek opgevoede Neil speelt al op jonge leeftijd gitaar en cello. Op 16-jarige leeftijd speelt hij in de band Dust, met als populairste nummer "Can You Hear The Dawn Break?". Na voltooiing van een studie geschiedenis werkt Neil onder meer als redacteur voor Marvel Comics en een educatieve uitgever.
Op 19 augustus 1981 bezoekt Neil een elektronicawinkel in Londen om een nieuwe naald voor zijn platenspeler te kopen. Hij ontmoet daar Chris Lowe. Al snel blijkt dat beiden interesse hebben in het maken van muziek en ze besluiten samen nummers te gaan maken.
In 1982 treedt Neil in dienst bij het popmagazine Smash Hits. Als hij in New York is voor een interview met The Police, regelt hij een ontmoeting met producer Bobby Orlando, die Neil en Chris beiden bewonderen. Neil vertelt over de songs die ze hebben geschreven en Orlando is enthousiast. Hij produceert de eerste versie van "West End Girls"; de debuutsingle van Pet Shop Boys uit april 1984. Deze versie van de plaat flopt wereldwijd, maar een door Stephen Hague geproduceerde, geremixte en in oktober 1985 heruitgegeven versie, wordt wél een wereldwijde hit.

## Tennants zang
Tennant heeft met zijn herkenbare zangstem een groot aandeel in het geluid van Pet Shop Boys. Het duo brak in 1985 door en is tegenwoordig nog altijd actief. Tennant leende zijn stem daarnaast ook voor diverse andere projecten en verzorgt regelmatig achtergrondzang op producties of remixes die Pet Shop Boys voor andere artiesten doet.
- Tennant verzorgt achtergrondzang op de nummers "Losing My Mind" en "Don't Drop Bombs" op het album Results van Liza Minnelli, dat Pet Shop Boys in 1989 produceert.
- Tennant is te horen op meerdere nummers van Cicero; de eerste artiest die tekende op het Pet Shop Boys-platenlabel Spaghetti.
- Tennant leverde verschillende bijdragen aan de band Electronic, van Bernard Sumner (zanger van New Order) en voormalig The Smiths-gitarist Johnny Marr. Tennant verzorgt in 1989 achtergrondzang op hun debuutsingle "Getting Away With It" en is zelfs lead-vocalist op de single "Disappointed" uit 1992. Samen met collega-Pet Shop Boy Chris Lowe werkt hij mee aan de track "Patience of a Saint", waar hij samen met Sumner de vocals verzorgt.
- Tennant verzorgt achtergrondzang op de single "The Crying Game", van Boy George, die Pet Shop Boys eveneens produceert.
- In 1996 verschijnt een Pet Shop Boys-remix van het nummer "Hallo Spaceboy" van David Bowie op single. Pet Shop Boys stelt Bowie voor dat hij een tweede couplet aan het nummer toevoegt en Tennant zingt een voorstel in. Bowie laat dat echter in stand, waardoor het effectief een duet wordt.
- De Britse band Suede brengt in 1996 de single "Filmstar" uit, met als bonustracks twee live-nummers. Tennant zingt mee op hun nummer "Saturday Night" en Suede covert de Pet Shop Boys-track "Rent", die Tennant zelf zingt.
- Tennant verzorgt achtergrondzang in het nummer "Confidential" op het album "Wildest Dreams" van Tina Turner, dat Pet Shop Boys schreef en mede-produceerde.
- Samen met zanger Neil Hannon van The Divine Comedy verzorgt Tennant in 1998 achtergrondzang op de single "No Regrets" van Robbie Williams
- De stem van Tennant is te horen in het nummer "All Or Nothing" van de Japanse zangeres Miyuki Motegi, dat in 2002 verschijnt en door Pet Shop Boys is geschreven.
- Tennant zingt in 2005 zelfgeschreven lyrics in het nummer "Tranquilizer" van DJ Tom Stephan, ook bekend als Superchumbo.
- In juni 2006 verzorgt Tennant vocals in het nummer "Throw" van DJ Dan Fresh.
- Tennant zingt enkele woorden in de Pet Shop Boys-remix van het nummer "Sorry" van Madonna, uit 2006.
- Hetzelfde doet hij op Pet Shop Boys-remixes van het nummer Read My Mind van The Killers, die in februari 2007 verschijnen.
- Tennant verzorgt achtergrondzang op de nummers "We're The Pet Shop Boys" en "She's Madonna" van het Robbie Williams-album "Rudebox". Laatstgenoemde track verschijnt in 2007 op single.
- In 2008 neemt Tennant met The Killers en Elton John het nummer "Joseph, Better You Than Me" op. Het nummer wordt op 1 december 2008 beschikbaar gesteld voor het Redwire project, een liefdadigheidsproject van Bono.
- De achtergrondzang van Tennant is in 2012 te horen op het nummer Listening, dat Pet Shop Boys schreven voor Morten Harket, zanger van A-ha.
- In 2014 verzorgt Tennant de leadvocals op "Were You There", de debuutsingle van de formatie Diamond Version.
- In 2017 brengen The Pretenders een speciale versie van hun nummer Let's Get Lost op single uit. Zangeres Chrissie Hynde wordt bijgestaan door Neil Tennant.

## Overig
In 2007 verscheen het album Release The Stars van zanger Rufus Wainwright. Neil Tennant heeft een productionele bijdrage geleverd aan dit album. Op twee nummers verzorgde hij achtergrondzang. Een van deze nummers, Tiergarten, heeft hij mede-geschreven.
Op 1 november 2018 verscheen de bundel One Hundred Lyrics and a Poem. Dit boek bevat honderd songteksten die Neil Tennant schreef, aangevuld met een gedicht dat nooit op muziek is gezet.